# Liste des sites mégalithiques en Norvège
Cette liste non exhaustive, recense les sites mégalithiques encore visibles en Norvège.

## Liste parcomtés
| Localisation des principaux sites mégalithiques en Norvège                                     |
| ---------------------------------------------------------------------------------------------- |
| \| : Complexes mégalithiques · : Tumuli, Bateaux de pierres, Cromlechs · : Dolmens, Menhirs \| |
| : Complexes mégalithiques · : Tumuli, Bateaux de pierres, Cromlechs · : Dolmens, Menhirs       |

| Comté            | Nom du site                             | Type                  | Image |
| ---------------- | --------------------------------------- | --------------------- | ----- |
| Nord-Trøndelag   | Menhir de Steinkjer                     | Menhir                |       |
| Nord-Trøndelag   | Bateau de pierre de Steinkjer           | Bateau de pierre      |       |
| Nord-Trøndelag   | Tumulus Storhaugen                      | Tumulus               |       |
| Oppland          | Menhir de Fåberg                        | Menhir                |       |
| Østfold          | Dolmen Skjeltorp (no)                   | Dolmen                |       |
| Østfold          | Cromlech de Karlshus                    | Cromlech              |       |
| Østfold          | Cromlech de Skjærviken (no)             | Cromlech              |       |
| Østfold          | Complexe mégalithique de Sarpsborg (no) | Complexe mégalithique |       |
| Rogaland         | Tumulus d'Avaldsnes                     | Tumulus               |       |
| Rogaland         | Tumulus Grøderøysa                      | Tumulus               |       |
| Sogn og Fjordane | Pierre de Balder                        | Menhir                |       |
| Sør-Trøndelag    | Menhir de Singsås                       | Menhir                |       |
| Vestfold         | Complexe mégalithique d'Istrehågan (no) | Complexe mégalithique |       |
| Vestfold         | Bateau de pierre de Sandefjord (no)     | Bateau de pierre      |       |